# Несін Валентин Антонович
Валентин Антонович Несін (нар. 2 січня 1947, смт Клавдієво-Тарасове) — український палеонтолог і теріолог, кандидат біологічних наук, старший науковий співробітник Палеонтологічного музею Національного науково-природничого музею НАН України. Автор понад 70 наукових праць, зокрема двох монографій, присвячених проблемам таксономії, систематики, еволюції і біостратиграфії дрібних ссавців неогену України. Співавтор біозональної мікротеріологічної схеми неогену північної частини Східного Паратетісу. Описав понад 10 нових для науки видів і родів дрібних викопних ссавців. Лауреат премії імені І. І. Шмальгаузена по зоології НАН України.

## Життєпис
У 1973 році закінчив біологічний факультет Київського університету, здобув спеціальність біолог-зоолог, викладач біології й хімії. З того ж року почав працювати у відділі палеозоології Інституту зоології АН УРСР. У 1985 році захистив кандидатську дисертацію на тему «Грызуны Котловинской плиоценовой фауны» зі спеціальності «зоологія» у вченій раді Інституту зоології АН УРСР (науковий керівник В. О. Топачевський). До виходу на пенсію працював у Палеонтологічному музеї Національного науково-природничого музею НАН України (до 1996 року — відділ палеозоології Інституту зоології імені І. І. Шмальгаузена).

## Деякі найважливіші публікації
- Несин В. А. Новый вид полевки Dotomys ondatroides sp. n. (Rodentia, Microtidae) из Котловинского местонахождения // Вестник зоологии. — 1981. — 4. — С. 5-7.
- Несин В. А. Новые находки ископаемых полевок рода Pliomys (Rodentia, Microtidae) // Вестник зоологии. — 1983. — 6. — С. 41-45.
- Несин В. А. Новый вид полевки из среднего плиоцена Украины // Вестник зоологии. — 1987. — 5. — С. 77-78.
- Несин В. А. Диагностика коренных зубов древних Microtinae // Вестник зоологии. — 1988. — 2. — С. 84-87.
- Топачевский В. А., Несин В. А. Грызуны молдавского и хапровского фаунистических комплексов котловинского разреза. — Киев: Наукова думка, 1989. — 134 с.
- Несин В. А., Скорик А. Ф. Первая находка полевки рода Dinaromys (Microtinae, Rodentia) в СССР // Вестник зоологии. — 1989. — 5. — С. 14-17.
- Несин В. А., Топачевский В. А. Древние этапы эволюции полевковых (Rodentia, Microtinae) // Вестник зоологии. — 1991. — 6. — С. 41-46.
- Топачевский В. А., Несин В. А. Новая триба вымерших хомякообразных Ischymomyini (Rodentia, Cricetidae) // Вестник зоологии. — 1992. — 1. — С. 28-32.
- Nesin V. A. Lower Pliocene rodents of Ukraine and problems of Pontian biostratigraphy // Acta zoologica Cracoviensia. — 1996. — 39 (1). — P. 395—399.
- Несин В. А. Древнейшая ископаемая полевка (Rodentia, Cricetidae) из нижнего понта Юга Украины // Вестник зоологии. — 1996. — 30 (3). — С. 74-75.
- Nesin V. A., Kowalski K. Miocene Gliridae (Mammalia: Rodentia) from Grytsiv (Ukraine) // Acta zoologica Cracoviensia. — 1997. — 40 (2). — P. 209—222.
- Топачевский В. А., Несин В. А., Топачевский И. В. Очерк истории микротериофаун (Insectivora, Lagomorpha, Rodentia) Украины в отрезке времени средний сармат — акчагыл // Вестник зоологии. — 1997. — 31 (5-6). — С. 3-14.
- Топачевский В. А., Несин В. А., Топачевский И. В. Биозональная микротериологическая схема (стратиграфическое распределение мелких млекопитающих — Insectivora, Lagomorpha, Rodentia) неогена северной части Восточного Паратетиса // Вестник зоологии. — 1998. — 32 (1-2). — С. 76-87.
- Несин В. А. Древнейшая находка мыши рода Progonomys (Rodentia, Muridae) в позднем миоцене Украины // Вестник зоологии. — 2000. — 34 (4-5). — С. 129—132.
- Nesin V. A., Nadachowski A. Late Miocene and Pliocene small mammal faunas (Insectivora, Lagomorpha, Rodentia) of Southeastern Europe // Acta zoologica Cracoviensia. — 2001. — 44 (2). — P. 107—135.
- Несин В. А. Occitanomys hispanicus (Rodentia, Muridae) из неогена Украины // Вестник зоологии. — 2001. — 35 (2). — С. 49-52.
- Nesin V. A., Storch G. Neogene Murinae of Ukraine (Mammalia, Rodentia) // Palaeobiodiversity and Palaeoenvironments. — 2004. — 84 (1). — P. 351—365.
- Несин В. А. Сони рода Ramys (Rodentia, Gliridae) позднего валлезия Украины // Вестник зоологии. — 2004. — 38 (4). — С. 87-90.
- Несин В. А. Новый вид мышей (Rodentia, Muridae) из позднего миоцена Украины // Вестник зоологии. — 2011. — 45 (5). — С. 469—472.
- Несин В. А. Неогеновые Murinae (Rodentia, Muridae) Украины. — Сумы: Университетская книга, 2013. — 176 с.
- Nesin V., Kovalchuk O. A new species of jerboa (Mammalia, Rodentia, Allactaga) from the late Miocene of Ukraine // Palaeontologia Electronica. — 2017. — 20 (2). — P. 1-10.
- Sinitsa M. V., Nesin V. A. Systematics and phylogeny of Vasseuromys (Mammalia, Rodentia, Gliridae) with a description of a new species from the Late Miocene of Eastern Europe // Palaeontology. — 2018. — 61 (5). — P. 679—701.
- Nesin V., Kovalchuk O. A new late Miocene Anomalomys species from western Ukraine with implications for the diversity and evolution of anomalomyid rodents in Eastern Europe // Historical Biology. — 2021. — 33 (9). — P. 1809—1816.